# Косач Юрій Миколайович
Ю́рій Микола́йович Ко́сач (лат. Kosach Yuriy Mykolayovych, 5 (18) грудня 1908, Колодяжне, Ковельський район, Волинська область — 11 січня 1990, Пассейк, штат Нью-Джерсі, США) — український поет, прозаїк, драматург, редактор. Був небожем Лесі Українки та онуком її матері Ольги Косач (Олени Пчілки) та Михайла Драгоманова.

## Життєпис

### Дитинство
Юрій Косач був єдиним сином Миколи Косача і Наталії (уродженої Дробиш). Офіційні біографії подають як місце його народження місто Київ (і про це він сам чітко заявив 1956 року під час свого творчого вечора, організованого письменницькою організацією «Слово»), але збережена в архіві виписка з метричної книги православної парафії в селі Колодяжному Ковельського повіту за 1909 рік свідчить, що Юрій Миколайович Косач народився в Колодяжному 5 грудня (за старим стилем) 1908 року.

### Юність
Сім'я Косачів часто переїжджала, і географія дитинства Юрія була дуже широкою: Чернігівщина, Полтавщина, Житомир (тут він закінчив підготовчий клас Першої житомирської гімназії), зрештою, після успадкування Миколою батьківського маєтку — Колодяжне на Волині, звідки майбутній письменник у 1918 році вирушив на навчання до першої Львівської академічної гімназії імені Юзефа Пілсудського.
1927 року вперше були надруковані поезії Юрія Косача у часописі «Українська Громада» (Луцьк). Крім Луцької «Української громади», у 1927–1929 роках Косач активно співпрацює з львівським студентським часописом «Смолоскипи», варшавським «Студентським голосом» та празьким «Студентським вісником».
1928 року закінчив гімназію у Львові.
Після закінчення гімназії у Львові Юрій Косач вирішив іти стопами свого діда Петра Антоновича Косача, юриста, — а відтак у 1928 році він вступає на правничий факультет Варшавського університету.

### Зрілість
На студентські роки припав початок його активної громадської і літературної діяльності. 1928 року став секретарем студентської організації «Партія українських державних націоналістів» і членом культурно-освітнього товариства «Основа» та ініціює створення осередку «Просвіти» в Колодяжному.
Юнака захоплює потужна націоналістична течія і вже невдовзі він залишає «державних націоналістів» заради більш радикальної організації «Чорноморці». На ґрунті основної державотворчої програми партії він розробив «План розбудови національного руху на Волині».
1928 року почалася активна співпраця Ю. Косача з журналом «Літературно-науковий вісник» (Львів, редактор — Д. Донцов). («Якимова рекрутчина», «Кінець отамана Козиря», «Пуща в заграві»).
З червня 1929 року його оповідання та вірші друкували в часописі «Нові шляхи» (Львів, редактор — А. Крушельницький). («Вершник над ланами» (1929), «Вовча республіка», «Чорна пані», «Кармен у синій лімузині»).
На початку 1931 року з'явилася перша книга письменника — збірка оповідань «Чорна пані» накладом «Нових шляхів».
Під хвилю репресій потрапив і Ю. Косач, який саме восени повернувся до Варшави, де 12 лютого 1931 року його і ще 7 юнаків за антидержавну націоналістичну діяльність заарештовала польська поліція. Вісім місяців знадобилося його рідним, щоб Юрія відпустили з варшавської в'язниці під грошову заставу. Після отримання сумнівної інформації про нібито очікувану зі Львова партію зброї для терористичних акцій на Волині на початку лютого 1932 року в Луцьку та Колодяжному знову було проведено арешти. Юрій Косач знову опинився — тепер уже у Луцькій в'язниці на довгі місяці, аж до наступної зими. На судовому засіданні 4 листопада 1932 року прокурор К. Скорупський інкримінував затриманим приналежність до УВО і підготовку сепаратистського збройного повстання на Волині. Юрію Косачу, як головному звинуваченому, винесли вирок — 1 рік ув'язнення, але півтерміну йому зарахували за перебування під слідством, ще півроку підпадали під амністію — і письменник вийшов на свободу.
Арешт й слідств змусили Косача публічно відмовитися від співпраці з «Новими шляхами».
Проте вільне життя тривало недовго. Справу було передано до апеляційного суду в місті Любліні і, згідно з новою судовою ухвалою у середині 1933 року, він мав новий вирок — чотири роки ув'язнення й позбавлення громадянських прав на п'ять років.
Нового арешту Косач не чекав, залишив Ковель і спочатку переховувався у Львові, а згодом виїхав до Чехії, де жив на правах «тимчасового мешканця» у моравському Дробужі, а згодом переїхав до Праги. Відтак 1 травня 1933 року датується початок безкінечної емігрантської «одисеї» письменника.
У Празі Косач знайшов роботу в історичному архіві, одночасно студіював архітектуру в празькому Карловому університеті. Пізніше перебрався ще далі — до Франції, в Париж, де відвідував лекції в Сорбонні і працював простим робітником.
Уже з 1933 року починається активна співпраця письменника з діаспорними і західноукраїнськими виданнями: «Розбудова нації» (Прага), «Ми» (Варшава), «Самостійна думка» (Чернівці), «Назустріч», «Дзвони» (Львів).
У 1934 році Косач здобув першу нагороду на конкурсі найкращої «новели з сюжетом», оголошеному двотижневиком «Назустріч». Часопис публікує оповідання-переможця «Змія» — твір на тему давнього українського минулого, ілюстроване С. Гординським.
1934 року вийшла друга книга Косача — історична повість про декабристів «Сонце в Чигирині».
1935 року вийшла дебютна збірка поезій «Черлень».
Саме за дві останні книги Юрію Косачу 1935 року присудили II премію Товариства письменників і журналістів ім. І. Франка (премія ТОПІЖ), яка вважалась найпрестижнішою літературною нагородою міжвоєнного періоду на Західній Україні та на еміграції.
1936 року видавництво «Лесин дім» (Париж) випустило другу поетичну збірку Косача «Мить з Майстром». Невдовзі вийшла велика повість «Дивимось в очі смерті».
1936 року з'явилася книга літературних нарисів «На варті нації» та кілька розділів історично-пригодницького роману «Затяг під Дюнкерк», перша частина якого під назвою «Дюнкерк» була надрукована в «Українському слові» (1936), але подальший друк зупинено, за критику «Вістника» проби Донцова.
1937 року окремою книгою вийшла повість «Чад», збірки оповідань «Клубок Аріадни», «Тринадцята чота», «Чарівна Україна». «Чарівна Україна» стала першим випуском серії «історичних оповідань», започаткованих журналом «Дзвони». Крім того, ця книжка здобула другу премію Українського католицького союзу (трійця переможців — Галина Журба, Юрій Косач та Юрій Клен).
І нарешті у 1938 році Косач виборює першу премію ТОПІЖу — за три прозові збірки 1937 року: «Тринадцята чота», «Клубок Аріадни» та «Чарівна Україна».
1938 року в львівському видавництві «Академія» виходить друком його повість про Анастасію Скоропадську «Глухівська пані».
1939 року — в переддень Другої світової війни — Юрій Косач активно співпрацює з берлінським часописом «Нація в поході». Тут виходять його останні довоєнні оповідання «Лосенко, вольний митець» та «Марш Паскевича-Ериванського», естетико-літературознавчі есе й огляди «Розважування про театр», «Новітня література Фінляндії». У цьому ж часописі Косач заявляє про себе на повну силу як публіцист, друкуючи цикл статей про міжнародні взаємини України зі своїми західними та східними сусідами — Польщею й Росією, проголошуючи пристрасну промову на захист новоутвореної держави Карпатська Україна, що на її територію вдерлися угорські війська.
Друга світова війна застає Косача в Берліні. У німецькій столиці Косач співпрацює з українським журналом «Нація в поході» (1942–1943). У воєнний та повоєнний час активно друкується в німецькомовних виданнях: «Die Zeit», «Berliner Tageblatt», «Züricher Zeitung», «Frankfurt Zeitung», «Süd-Deutsche Zeitung» та ін.
1943 року повернувся з Парижу до Львова — після десяти років вимушеної еміграції.
Письменник відразу активно включається в мистецьке та інтелектуальне життя окупованого Львова: виступає з доповідями в Літературно-мистецькому клубі, в 1943–1944 роках працюває в редакції часопису «Львівські вісті», публікується в «Наших днях», «Волині».
1943 року вийшов роман «Рубікон Хмельницького» (про події напередодні війни 1648 року).
У березні 1943 року на львівській сцені відбулася прем'єра історичної драми Юрія Косача «Облога». П'єса у постановці Йосипа Гірняка мала шалений успіх і виставлялась у переповнених залах сорок сім разів. Також були виставлені п'єси «Марш Чернігівського полку», «Кирка з льолею», «Потойбіч», «Ворог», «Ордер», «Гарольд і Ярославна» тощо.
1944 року, в зв'язку з контрнаступом радянських військ, редакційні відділи «Львівських вістей» із співробітниками переїздять до Кракова. У цьому місті Юрій Косач був арештований карною поліцією і відправлений у німецький концентраційний табір. Протягом наступного року, в тотальному безладі останніх місяців війни, в масовому русі народів і націй Косачеві вдається знайти свою дружину. Восени 1945 року, разом з Мар'яною, вони опиняються в таборі для переміщених осіб в містечку Оффенбах біля Франкфурта-на-Майні.
21–22 грудня 1945 року в Ашаффенбурзі відбувся перший з'їзд організації об'єднання українських письменників на еміграції під назвою «Мистецький український рух». Юрій Косач увійшов до складу правління організації. Виступив з доповіддю «Криза сучасної української літератури». У версії для друку письменник евфемізував назву статті на «Вільна українська література».
У 1946 році виданий один із замисленої серії літературних МУРівських альманахів. Роман Косача «Еней і життя інших» став центральним твором цього єдиного альманаху, викликавши пристрасну дискусію в колах еміграційної інтелігенції.
У жовтні 1946 року Юрій Косач виступив на критичній конференції у Байройті із доповіддю «Історична белетристика і становище критики», зосередивши увагу на тих специфічних вимогах, які ставить і перед критиком, і письменником жанр історичного художнього письма.
У другій половині 1947 року Косач стає членом редколегії новоствореного літературно-мистецького місячника «Арка», головним редактором якої був Віктор Петров.
1949 року емігрував до США.
У 1950–51 роках Косач очолює редакцію нью-йоркської української літературної газети «Обрії», яка не змогла втриматися на видавничому ринку, де вже існувало кілька еміграційних видань — «Свобода», «Народна воля», «Америка», — і невдовзі припинила виходити. Для Косача знову настали важкі часи: він опинився без літературної роботи. Ситуація ускладнилася і в особистому житті письменника: дружина Мар'яна залишила його й виїхала з дворічним сином. Але незважаючи на негаразди, він продовжував працювати на ниві літератури: виступав як публіцист, писав прозу, поезію, перекладав польських, французьких, англійських поетів.
У 1956 році новостворена письменницька організація «Слово» організовує творчий вечір Косача. Після років забуття ця подія вдихнула в письменника нові сили
З 1959 до 1963 року письменник редагує журнал «За синім океаном», який видавався в основному за кошти самого Юрія Косача. Часопис через тотальне ігнорування з боку інших діаспорних письменників протримався недовго. Проте Косач продовжував публікуватися в різних періодичних виданнях Північної Америки, польських еміграційних виданнях («Wiadomości», «Kontynenty» в Лондоні, а перед тим публікує цикл статей у «Польсько-українському бюлетені» про Рильського, Лесю Українку, Падуру, про українську школу в польській літературі, про жінок у літературі).
На еміграції вийшли його збірки поезій «Кубок Генімеда» (1958) та «Золоті ворота» (1966), книга історико-культурологічних нарисів «Від феодалізму до неофашизму» (1962). У вісімдесяті роки у видавництві Мар'яна Коця виходять повісті й романи Косача «Сузір'я Лебедя», «Чортівська скеля», «Володарка Понтиди». В останнє своє десятиліття Косач готував до друку романи «Високий замок» (вийшов під назвою «Чортівська скеля») про революційний рух у Західній Україні в 1923–1933 роках, «Смерть у Чигирині» — про завершення Хмельниччини, книгу про Нью-Йорк «Камінна баба».
З середини 60-х років ХХ ст. твори Юрія Косача починають друкувати і в Україні. Його поетичні та прозові добірки, есе, критичні статті з'являються в журналах «Вітчизна», «Всесвіт», «Дніпро», «Жовтень», в газеті «Літературна Україна» та ін.
В 1966 році, після довгої перерви, виходить перша книга письменника в Україні — збірка поезій «Мангаттанські ночі» («Радянський письменник»), через 9 років — збірка поезій «Вибране» («Дніпро», 1975) та книжка новел про революцію й громадянську війну в Латинській Америці «Лиха доля в Маракайбо» («Молодь», 1976), у 1980 році — друга поетична збірка «Літо над Делавером».

### Останні роки життя
Хрущовська відлига дозволила авторові не лише друкуватися, а й відвідати Україну. Вперше письменника запросили в 1964 році з нагоди 150-ї річниці від дня народження Тараса Шевченка. Потім Косач використовував кожну нагоду побувати на Батьківщині й відвідав Україну більше десяти разів.
Останній десяток років свого життя письменник жив на скромну соціальну допомогу, мешкаючи спершу в найманій кімнаті, а згодом у квартирі в бідних районах Нью-Йорка.
На схилі життя Косач зійшовся із вдовою Євгенією Ніколаєвою, яка походила з Дніпра й жила в місті Пассейк у Нью-Джерсі. Вже будучи тяжко хворим, письменник переїхав до неї в Пассейк, де вони й побралися в українській православній церкві. Дружина Євгенія дбайливо доглядала вже смертельно хворого письменника. Відвідати Косача приїжджали і його перша дружина Мар'яна з сином Юрієм.
В своїй останній поетичній збірці Юрій Косач писав:

| Умру я, може, в стороні чужій, Хоча Дніпро шаную над усе, Однак мене в далекий край, у вирій мій На лезі блискавиця занесе. З вітрами й громами Я житиму на тій землі моїй. Але не тут, Де тільки смертна тиша. |
У 1987 році побачила світ передостання прижиттєва книга автора — історичний роман «Володарка Понтиди» (для видання в Радянські Україні у видавництві «Радянський письменник» автор підготував окреме скорочене видання на 261 сторінку). 1988 року в Нью-Йорку у видавництві М. П.-Коць вийшла остання книга автора роман «Чортівська скеля».
Помер Юрій Косач 11 січня 1990 року, похований на українському православному цвинтарі у селищі Савт-Бавнд-Брук, штат Нью-Джерсі.
І смерть, і похорон Косача пройшли без особливого розголосу: Батьківщина була далеко, а еміграція його не любила й практично забула про його існування.
У некролозі правління Спілки письменників України й правління Товариства культурних зв'язків із українцями за кордоном, навівши поетичні рядки автора: «Вітчизною живу і славлю непокору», зазначали: «У цих словах увесь Юрій Косач — людина драматичної долі й світлих поривань, щедро обдарована життям й безжально кривджена ним».
Не вдалося виконати й Косачевого заповіту: поховати його в Києві чи в Колодяжному.
Однією з мрій Юрія Миколайовича було те, щоби його син відвідав колись землю, де «хрущі над вишнями гудуть», але, на жаль, Юрій Юрійович Косач до України так і не приїздив.
Його величезну письменницьку спадщину — прозові й поетичні твори, драми, літературно-критичні й публіцистичні статті — досі не вдається зібрати повністю: дослідники продовжують знаходити його невідомі раніше твори під різними псевдонімами, по архівах і приватних колекціях по всьому світу.

## Псевдоніми і криптоніми
Безліч імен, літературних псевдонімів, за якими письменник змушений був ховатися протягом свого життя: Я. Косарич, Г. Рославець, А. Зорянич, Андрій Скиба, Ю. К., К. Ю., Колодяжинець, Крига Гордій, Вадим Іскра, Ю. Р.-ко, Орлине Перо, Бобрієвич, Гордієнко, Волинський, Мстиша, Омега, Пілігрім, Харківець…

## Відгуки про Юрія Косача
Юрій Мушкетик:

| «Мав важке життя на Західній Україні, був непослідовним, приставав до різних гуртків. То надрукується у виданні радянського спрямування — його націоналісти б'ють, то у націоналістів — б'ють інші. Аби заробити на хліб, був і будівельником, і золотошукачем, і на баржах ходив і водночас писав, писав і писав. Заклав велетенську спадщину в поезії. (…) Дуже високохудожня, високоінтелектуальна і високорозумна проза. Його роман „День гніву“ я, не вагаючись, поставлю в перший ряд творів світової літератури. (…) Взагалі письменник може найбільше тоді проявитися, коли пише ні про що (це уявно ні про що), коли немає основ якоїсь відомої події, інтриги. У Косача чимало таких повістей. От, наприклад, „Глухівська пані“. Жінка покійного гетьмана Івана Скоропадського сидить у Москві, вибиває собі маєтності, а потім їде до Глухова додому і там помирає. Ну який це сюжет? Але наскільки передана вся психологія, обстановка того часу, наскільки зрима ця дорога… (…) Рівень Юрія Косача недосяжний. Ніколи не було цього письменника ні в літературі, ні в хрестоматії, ні в шкільному чи вишівському курсі. Забутий, ще й викинутий» |.
Сергій Гупало:

| «В Україну Юрій Косач повертається після її окупації гітлерівцями. Однак у Львові його заарештовують, кидають у концтабір, а згодом вивозять до Німеччини. Повоєнні роки у Німеччині досить плідні для Юрія Косача. За його твердженням, тогочасний літературний процес в Україні знаходився в глибокій кризі. І.Багряний, В.Домонтович, Ю.Шерех — його тодішні однодумці. В Німеччині з'являється друком його повість „Еней і життя інших“, яка перекликається з написаним у 1929 році оповіданням „Кінець отамана Козиря“, де змальовано розчарування, духовну драму українського націоналіста. Ці твори стали пророчими для подальшої долі Ю.Косача. Через деякий час, опинившись у США, Юрій Косач змінив ідеологічні орієнтири. В націоналізмі він став бачити зло, а радянська Україна стала для нього райським куточком. У 1964 році письменник відвідує СРСР, куди його запрошують на 150-річчя з дня народження Т.Г.Шевченка. Повернувшись у США, в інтерв'ю „Українським вістям“ Юрій Косач зазначає: „Україна — це країна розкованого Прометея. Того, що стільки сторіч карався за своє дерзання бути рівним богам. Нині Прометей визволений. Вчорашній плебей, варнак, парій, кріпак, раб став володарем духа: він будує міста, організовує області, економічні райони, планує, творить, наказує, веде народ вперед і вперед…“. Тільки Богу відомо, як колишній поборник України самостійної і вільної став патріотом України радянської, як опинився у вкрай складній ситуації, „поставивши своєю метою боротьбу не на життя, а на смерть з так званою доктриною і людьми націоналізму, усвідомивши собі величезну шкоду, яку вони наносять українському народу…“.» |

## Творчість
Дивовижним чином український інтелігент міг поєднувати важку багатогодинну виснажливу фізично й морально працю з напруженою письменницькою діяльністю й активним інтелектуальним життям — це не тільки поезія, проза й драматургія. Косач був чудовим знавцем іноземних мов і здійснював чимало талановитих перекладів і на українську, і з української мови, його визнавали неперевершеним публіцистом, який досконало володів історичним, політологічним і соціологічним матеріалом, сучасники цінували його судження про літературу, музику і малярство.
Поетичний дебют молодого письменника відбувся 1925 року на сторінках пластівського щомісячного журналу «Молоде життя» оповіданням «Червоношкірі й запорожці» під іменем розвідника Першого пластунського куреня «Орлине Перо». Натомість поетична публікація датується пізніше (вірш «Волинь» вийшов у 1926 році під псевдонімом «Орлине Перо»).

### Збірки новел
- Чорна пані: Новели. — Львів. — 1932.
- Чарівна Україна: Історичні оповідання. — Львів. — 1937; Київська старовина. — 1998. — № 4.
- 13-та чота: Новели. — Львів. — 1937.
- Клубок Аріадни: Новели. — Львів. — 1937.
- Глухівська пані. — Львів. — 1938.
- Ноктюрн бе-моль: Новели. — Аугсбург. — 1945.
- Запрошення на Цицеру. — 1945.
- Чудесна балка. — 1945.
- Лиха доля в Маракайбо: Новели. — К. Молодь. — 1976.

### Оповідання
- Червоношкірі й запорожці. Оповідання. — пластівський щомісячний журнал «Молоде життя». — 1925.
- Якимова рекрутчина. Оповідання. — львівський журнал «Літературно-науковий вістник» — 1928.
- Вершник над ланами. Оповідання. — журнал «Нові шляхи». — 1929.
- Остання атака. Оповідання. — Перший номер варшавського часопису «Ми». — 1933.
- Вечір у Розумовського. Історичне оповідання. — варшавський журнал «Ми». — 1934.
- Чарівна Україна. Оповідання. — 1937.
- Тринадцята чота. Оповідання. — 1937.
- Клубок Аріадни. Оповідання. — 1937.
- Роковини. Оповідання.
- Ківі-Ківі. Оповідання.
- Чемпіон імперії. Оповідання.
- Молодість Савича. Оповідання. — 1937.
- Лосенко, вольний митець. Оповідання. — 1939.
- Марш Паскевича-Ериванського. Оповідання. — 1939.
- Ноктюрн бемоль. Оповідання. — книга серії "мала бібліотека МУРу ". — 1939.
- Запрошення на Цитеру: Оповідання. — Мюнхен. — 1946.

### Повісті
- Остання атака поручика Гагенав. Історична повість. — варшавський журнал «Ми». — 1933.
- Сонце в Чигирині: Повість про декабристів в Україні. — Львів. — 1934.
- Дивимось в очі смерті: Повість. — Париж. — 1936.
- Чад: Повість. — Львів. — 1937.
- Глухівська пані. Повість. — львівське видавництво «Академія». — 1938.
- Вечір у Розумовського: Повість. — Регенсбург. — 1946.
- Еней і життя інших: Повість. 1946,  — Новий Ульм. — 1947.
- Гірке життя синьйора Нікколо. 1956 (повість про перебування Миколи Гоголя в Римі 1839 року)

### Романи
- Юрій Косач. «Затяг під Дюнкерк» / «Запорожці під Дюнкерком»[12]. Роман. — друк у паризькому «Українському слові». — 1935. — (вважається втраченим)[13]
- Юрій Косач. Рубікон Хмельницького. Краків-Львів. 1941 (уривок на сайті газети Zbruc [Архівовано 17 листопада 2016 у Wayback Machine.])

- (перевидання) Юрій Косач. Рубікон Хмельницького. Львів: «Червона калина», 1992. ? с. ISBN ?
- (перевидання) Юрій Косач. Рубікон Хмельницького. Пердмова та примітки: О. І. Гуржій. Київ: «Україна», 2001. 254 с. іл. ISBN 966-524-096-X
- (перевидання) Юрій Косач. Історичні твори в 3 книгах; Книга 1: Рубікон Хмельницького. Пердмова та примітки: О. І. Гуржій. Київ: «Персонал» / МАУП, 2010. 586 стор. іл. ISBN 978-611-02-0019-6. (серія «Бібліотека української героїки», випуск 13)

- Юрій Косач. День гніву: Роман. — Регенсбург. — 1947[14]
- Косач Ю. Рубікон Хмельницького: повість / Юрій Косач. — Краків ; Львів: Укр. вид-во, 1943. — 271, 1 с. : іл. [Архівовано 15 квітня 2021 у Wayback Machine.]

- (перевидання) Юрій Косач. День гніву. Львів: журнал Дзвін № 4 1994
- (перевидання) Юрій Косач. Історичні твори в 3 книгах; Книга 2: День гніву. Київ: «Персонал» / МАУП, 2010. 478 с. іл. ISBN 978-611-02-0020-2. (серія «Бібліотека української героїки», випуск 15)
- (перевидання) Юрій Косач. День гніву. Київ: А-БА-БА-ГА-ЛА-МА-ГА. 2016. 512 с. ISBN 978-617-585-104-3

- Юрій Косач. Сузір'я Лебедя: Роман. — Нью-Йорк: Вид-во М. П. Коць, 1983. — 276 с.

- (перевидання) Юрій Косач. Сузір'я Лебедя. Київ: А-БА-БА-ГА-ЛА-МА-ГА. 2017. 400 с.

- Юрій Косач. Володарка Понтиди: Regina Pontica. Нью-Йорк: Нові обрії, 1987. 445 стор., (також існує скорочена версія під назвою «Володарка Понтиди: роман мого прапрадіда» на 261 сторінку, Київ: Радянський письменник (1987))

- (перевидання) Юрій Косач. Володарка Понтиди: роман мого прадіда. Упорядник: В. Даниленко. Київ: Преса України. 2013. 431 с. ISBN 978-966-472-149-0 (Літературна агенція «Банкова, 2»)
- (перевидання) Юрій Косач. Володарка Понтиди. Київ: Книга. 2013. 463 с. ISBN 978-966-8314-87-2
- (перевидання) Юрій Косач. Володарка Понтиди. Київ: А-БА-БА-ГА-ЛА-МА-ГА. 2015. 528 с. ISBN 978-617-585-092-3

- Косач Ю. Чортівська скеля [Архівовано 15 січня 2021 у Wayback Machine.]: роман. — Нью-Йорк : М. П. Коць, 1988. — 456 с.,

- (перевидання) Юрій Косач. Історичні твори в 3 книгах; Книга 3: Чортівська скеля. Київ: «Персонал» / МАУП, 2010. Упорядник: Р. Радишевський. 534 с. іл. ISBN 978-611-020-024-2. (серія «Бібліотека української героїки», випуск 16)

### Збірки поезій
- Волинь. Вірш. — 1926, вийшов під псевдонімом «Орлине Перо».
- Черлень. — Львів. — 1935.
- Мить із Майстром. — Париж, видавництво «Лесин дім». — 1936.
- Кубок Ганімеда. — Нью-Йорк. — 1958.
- Золоті ворота. — Нью-Йорк. — 1966.
- Мангаттанські ночі. — К., Радянський письменник — 1966.
- Вибране: Поезії. Публіцистика. — К., Дніпро — 1975.
- Літо над Делавером. — К. — 1980.

### Драматичні твори
- Кірка з Льоллео. — 1938.
- Семен Височан. — 1938.
- Марш чернігівського полку. — 1938.
- Наступ. — 1942.
- Облога. — Краків—Львів. — 1943.
- Анна Регіна. — 1946.
- Ворог. — Аугсбург. — 1947.
- Дійство про Юрія-Переможця. — Регенсбург. — 1947 [Архівовано 19 вересня 2016 у Wayback Machine.]; (Близнята ще зустрінуться: Антологія драматургії української діаспори. — К. — Львів. — 1997).
- Косач Ю. Дійство про Юрія-Переможця: трагедія / Ю. Косач. — Реґенсбурґ: Накладом вид. спілки «Укр. слово», 1947. — 64 с. [Архівовано 28 жовтня 2020 у Wayback Machine.]
- Ордер. — 1947.
- Потойбіч.
- Скорбна симфонія
- Зозулина дача. — 1947.
- Дмитро Бортнянський. — 1947.
- Вікінг і Ярославна. — 1949.
- За синім океаном. П'єса. — журнал «Вітчизна», 3 номер. — 1963.
- Кортез і Безталанна // Сучасність. — 1998. — № 5.
- Змова Катіліни

### Публіцистика
- Косач Ю. Лист до редакції // Тризуб. — 1931. — 29 листопада.
- Косач Ю. До проблеми історичної повісті // Назустріч. — 1938. — № 4.
- Косач Ю. Вільна українська література. // МУР. Збірник 2. — Мюнхен; Карльсфельд. — 1946.
- Нотатки про сюрреалізм // Арка. — 1947. — № 4. — С. 14-17.
- Косач Ю. Історизм і література // Українська трибуна. — 1947. — 8 червня.
- Косач Ю. Рукопис.
- Косач Ю. Хмельниччина і Польща (До історії двох народів) // Українська трибуна. — 1948. — 17 червня.
- Косач Ю. Формація Владаря (Нотатки про Б. Хмельницького) // Українська трибуна. — 1948. — 17 червня; 1949. — 20 лютого
- Косач Ю. Відкритий лист Ю.Косача // Українські вісті. — 1963. — 5 вересня.

### Переклади
- Міґель де Унамуно. Невідомі вірші й поема; стаття «Донкіхотова місія і М. Унамуно». Переклад з еспанської: Юрій Косач. Науковий журнал «Дзвони». 1938. ч. 6[15][16]
- Поль Моран, Поль Клодель. Невідома поезія. Переклад з французької: Юрій Косач. Журнал «Назустріч». 1937. №?[16]
- Ґарсія Льорка. Вибраний Ґарсія Льорка: Поезія, проза, драма. Переклад з іспанської: Женя Васильківський та Богдан Бойчук, Микола Іванов, Юрій Косач; під редакцією Юрія Костецького. 1958. Новий Ульм: «На Горі», 131 с.

### Втрачені роботи
- Юрій Косач. «Затяг під Дюнкерк» / «Запорожці під Дюнкерком»[12], роман (1936) (знайдено лише перший розділ роману під назвою «Дюнкерк» який було надруковано в журналі «Українське слові» (Париж) у 1936 році та фрагмент опублікований у часописі Запорожець (Париж) ч. 6, за листопад-грудень 1936 року [Архівовано 19 вересня 2016 у Wayback Machine.])
- Юрій Косач. «Гірке Життя Миколи Гоголя», повість (1956) (знайдено лише один з розділів роману під назвою «Сенйор Ніколо» опублікований у журналі ? (передрук у журналі Сучасність. — 2000. — N: 11. — С. 10 — 47.))[17]
- Юрій Косач. «Ордер», п'єса (1948)

### Різне
- Jurij Kossatsch. Ukrainische literatur der Gegenwart. Regensburg: Verlag «Ukrainische Kultur», MUR «Goldenes Tor». 1947. 36 s. [Архівовано 19 вересня 2016 у Wayback Machine.]

## Статті
- Марко Роберт Стех. Творчість Юрія Косача // Очима культури, № 24 [Архівовано 8 січня 2017 у Wayback Machine.]
- Марко Роберт Стех. Невідома п'єса Юрія Косача про Дмитра Бортнянського // Очима культури, № 25 [Архівовано 8 січня 2017 у Wayback Machine.]
- Марко Роберт Стех. Юрій Косач і легенда Хмельницького // Ukraiński Żurnal — № 12, 2009 [Архівовано 18 вересня 2016 у Wayback Machine.]
- Сергій Гупало. В огромі великих розчарувань. [Архівовано 21 вересня 2016 у Wayback Machine.]
- Сергій Гупало. Кінець ковельського підпілля.
- Юрій Косач — український письменник-емігрант [Архівовано 22 вересня 2016 у Wayback Machine.]
- Ігор Василишин. Епоха й людина в художньо-екзистенційному вимірі літератури періоду ДіПі.) [Архівовано 14 серпня 2020 у Wayback Machine.]
- Ірина Малишівська. Українська екзистенціальна проза у європейському контексті.) [Архівовано 5 березня 2016 у Wayback Machine.]
- Передмова до «Поезії» (збірка віршів) [Архівовано 18 лютого 2020 у Wayback Machine.]
- Лілія Хомишинець. Письменник Юрій Косач: небіж Лесі Українки, який визнав УРСР [Архівовано 4 березня 2016 у Wayback Machine.]
- Сергій Романов. Юрій Косач // // Літературна Україна. — 2012. — 12 квітня. — С. 1, 12-13 [Архівовано 4 березня 2016 у Wayback Machine.]
- Сергій Романов. Юрій Косач: Життя і творчість на тлі епохи // Часопис «Дивослово», № 1, 2012. [Архівовано 18 вересня 2016 у Wayback Machine.]
- Олена Маланій. Інтермедіальність поезії Юрія Косача: http://zfs-journal.uzhnu.uz.ua/archive/40/part_2/35.pdf
- Володимир Войтенко. З блокнота письменника // Слово Просвіти, ч. 44 (317), 3–9 листопада 2005
- Григорій Костюк. Юрій Косач (талант і химери) [Архівовано 15 червня 2021 у Wayback Machine.] // Кур'єр Кривбасу. — 2002. — квітень. — C.103.
- Віра Агеєва. Юрій Косач: небіж Лесі Українки та інтелектуальний волоцюга // BBC, 18.10.2018
- Герасимова Г. П. Косач Юрій Миколайович [Архівовано 2 квітня 2013 у Wayback Machine.] // Енциклопедія історії України. — К. : Наукова думка, 2008. — Т. 5. — ISBN 978-966-00-0855-4.